# Yuki Kotani
Yuki Kotani (小谷 祐喜 Kotani Yuki?, Osaka, 27 de julio de 1991) es un exfutbolista japonés que jugaba como defensa.

## Trayectoria

### Clubes
| Club                      | País  | Año       |
| ------------------------- | ----- | --------- |
| Cerezo Osaka              | Japón | 2014-2016 |
| S. C. Sagamihara (cedido) | Japón | 2015      |
| Roasso Kumamoto (cedido)  | Japón | 2016      |
| Roasso Kumamoto           | Japón | 2017-2020 |
| Nara Club                 | Japón | 2021-2024 |